# Тайните на времето
„Тайните на времето“ (на испански: El secreto de Puente Viejo) (букв. пр. Тайната на Пуенте Виехо) е испанска теленовела, който започва да се излъчва на 23 февруари 2011 г. и завършва на 20 май 2020 г. с общо 2324 епизода.

## Сюжет
Действието се развива в началото на 20 век. Всичко започва в една бурна нощ, в която младата прислужница Пепа Балмес преживява най-болезнения удар от своя любим, Карлос Кастро. Тя се сблъсква с най-тежкото предателство, когато той взема новородения ѝ син, за да го даде на съпругата си Елвира, която е родила мъртво бебе. Пепа е отхвърлена и изгонена от селото с камъни и се заклева, че никога няма да забрави детето, което са ѝ отнели.
След години Пепа става акушерка в село Пуенте Виехо, където се запознава с Тристан – женен, пенсиониран военен. След тяхната срещата, помежду им пламва невъзможна любов, която предизвиква напрежение сред местните. Съдбата на двамата главни герои е обвързана с общо минало, свързано с ужасните събития, през които е преминала Пепа. Скоро тя открива, че отнетото ѝ дете е по-близо до нея, отколкото е предполагала.

## Актьорски състав
- Меган Монтанер – Пепа Балмес де Кастро, вдовица де Гера
- Алекс Гадеа – Дон Тристан Кастро Монтенегро
- Мария Боусас – Доня Франсиска Монтенегро, вдовица де Кастро и Кастро
- Рамон Ибара – Дон Раймундо Ульоа
- Сара Байестерос – Ангустиас Осорио де Кастро
- Алехандра Ониева – Соледад Кастро Монтенегро де Уайлдър
- Хонас Берами – Хуан Кастаньеда Пачеко
- Пау Дура/Педро Пабло Исла – Дон Карлос Кастро
- Мария Аданес – Доня Елвира Ореана де Кастро
- Иван и Хоакин Паласиос – Мартин Кастро Осорио (дете)
- Сандра Сервера – Доня Емилия Ульоа Балбоа де Кастаньеда
- Фернандо Коронадо – Дон Алфонсо Кастаньеда Пачеко
- Пабло Кастаньон – Себастиян Ульоа Балбоа
- Аделфа Калво – Росарио Пачеко, вдовица де Кастаньеда
- Хоакин Гомез – Хосе Кастаньеда
- Карлота Баро – Мариана Кастаньеда Пачеко
- Пабло Еспиноса – Рамиро Кастаньеда Пачеко
- Марибел Рипол – Доня Мария Долорес Асенхо де Мираняр
- Енрик Бенавент – Дон Педро Мираняр Лопес Регейра Хака де Тогорес и Перес де Пулгар
- Селу Нието – Иполито Мираняр Асенхо
- Марио Мартин – Отец Дон Анселмо Салвиде
- Марио Сорила – Маурисио Годой
- Франсиско Видал – Доктор Дон Хулиян Ернандо Руиз
- Гал Солер – Пардо
- Елизабет Алтубе – Мерседес
- Хавиер Мехия – Дон Игнасио Монкада, "Маркиз де Алви и Сеньор де Пайно
- Инма Перес Кирос – Флора
- Хосе Барато – Доктор Алберто Гера
- Яго Гарсия – Олмо Месия
- Кука Ескрибано – Агеда Молеро, вдовица на Месия
- Леонор Мартин – Доктор Грегория Касас
- Гонсало Кинделан – Пакито
- Андреа Дуро – Енрикета
- Сара Байестерос – Сестра Калварио Осорио
- Чаби Ортусар – Ефрен Кастро
- Ракел Кинтана – Мария Кристина Еспелета де Матеос
- Серхио Кабайеро – Дон Мануел Матеос
- Хуан Мануел Артигес – Дон Диего Самальоа
- Кристиан Херанз – Фернандо Месия (млад)
- Джорди Кол – Мартин Кастро Осорио/Гонсало Валбуена
- Лорето Маулеон – Мария Кастаньеда Ульоа де Месия
- Карлос Серано – Фернандо Месия
- Аида де ла Круз – Кандела Мендисабал де Ариас
- Микел Гарсия Борда – Роке Фреснедосо
- Диана Гомес – Пия Толедано де Фреснедосо
- Хавиер Пеня – Доктор Дон Пабло Салинас
- Елеасар Ортис – Отец Дон Селсо
- Бланка Парес – Кинтина Пелайо де Мираняр
- Виктория Кампс Медина – Хасинта Рамос
- Ариадна Гая – Аурора Кастро Балмес
- Антонио Моурелос – Леон Кастро
- Шарлот Вега – Рита Аранда де Буендия
- Хавиер Абад – Исидро Буендия
- Хорхе Побес – Анибал Буендия
- Хайме Линарес – Дон Диего Алварес Сиенфуегос
- Мануел Пучадес – Дон Фидел Алварес Сиенфуегос
- Сандра Мартин – Ниевес Алварес Сиенфуегос
- Алехандро Сигуенза – Николас Ортуньо
- Боре Буйка – Терънс Уайлдър
- Ален Ернандес – Рикардо Ариас

## В България
В България сериалът започва на 14 юли 2014 г. по bTV и спира на 21 август 2015 г. На 14 януари 2016 г. започват новите епизоди и е преустановен отново 27 юли 2016 г. Повторенията са по bTV Lady. Ролите се озвучават от Живка Донева (до средата на трети сезон), Йорданка Илова (от средата на трети сезон), Василка Сугарева, Татяна Захова, Момчил Степанов и Радослав Рачев. За кратко, в седми сезон, Степанов е заменен от Николай Николов. Дублажът е на студио Медиа Линк.